# Estação Olivais
Olivais é uma estação do Metropolitano de Lisboa. Situa-se no concelho de Lisboa, em Portugal, entre as estações Chelas e Cabo Ruivo da Linha Vermelha. Foi inaugurada a 7 de novembro de 1998, no âmbito da construção da Linha Vermelha, com vista ao alargamento da rede à zona da EXPO'98.
Nos projetos apresentados a público em material publicado pelo Metropolitano de Lisboa, o nome da futura estação foi fixado tardiamente, surgindo inicialmente como Olivais Sul.

## Descrição
Esta estação está localizada a 36 m de profundidade, sob a Rua Cidade de Bissau, junto ao entroncamento com a Av. Cidade de Luanda. O projeto arquitetónico é da autoria do arquiteto Rui Cardim e as intervenções plásticas dos artistas plásticos Nuno de Siqueira e Cecília de Sousa. À semelhança das mais recentes estações do Metropolitano de Lisboa, está equipada para poder servir passageiros com deficiências motoras, contando com vários elevadores e escadas rolantes que facilitam o acesso às plataformas.

## Reabilitação
A 26 de fevereiro de 2019, o Metropolitano de Lisboa iniciou um conjunto de intervenções de reabilitação nesta estação orçados em 3,7 milhões de euros, no qual se incluía o tratamento de infiltrações, a substituição da iluminação das plataformas e de outras zonas da estação, a modernização de escadas mecânicas, elevadores e do sistema de bombagem, a atualização do sistema de videovigilância e o tratamento, limpeza profunda e pintura das superfícies. O início da obra esteve inicialmente previsto para 1 de dezembro de 2018. Estas intervenções ficaram concluídas a 3 de junho de 2020 e tiveram uma duração de aproximadamente 15 meses

## Acessos
Esta estação conta com quatro acessos pedonais e um elevador entre o átrio e a superfície:
- Acesso 1 - está localizado no passeio poente da Rua Cidade de Bissau, próximo do entroncamento com a Av. Cidade de Luanda. Está direcionado para norte e conta com escadas pedonais.
- Acesso 2 - está localizado no passeio poente da Rua Cidade de Bissau, próximo do entroncamento com a Av. Cidade de Luanda. Está direcionado para sul e conta com escadas pedonais.
- Acesso 3 - está localizado no passeio sul da Av. Cidade de Luanda, próximo do entroncamento com a Rua Cidade de Bissau. Está direcionado para nascente e conta com escadas pedonais.
- Acesso 4 - está localizado no passeio nascente da Rua Cidade de Bissau, próximo do entroncamento com a Av. Cidade de Luanda. Está direcionado para norte e conta com escadas pedonais.
- Elevador - está localizado no passeio poente da Rua Cidade de Bissau, próximo do entroncamento com a Av. Cidade de Luanda, direcionado para nascente.